# ده سرخ (افغانستان)
ده سرخ یک منطقهٔ مسکونی در افغانستان است که در ولایت بامیان واقع شده‌است.